# Drążaki
Drążaki – część wsi Marysin w Polsce, położona w województwie lubelskim, w powiecie tomaszowskim, w gminie Tyszowce.
W latach 1975–1998 Drążaki administracyjnie należały do województwa zamojskiego.